# Charles II d'Espagne (peinture de Juan Carreño de Miranda, 1681)
Carlos II con armadura (en français « Charles II en armure ») est une peinture à l'huile de 1681 du roi d'Espagne Charles II réalisée par le peintre espagnol Juan Carreño de Miranda (1614 – 1685). Le grand nombre d'artistes sous contrôle de Charles II a fait qu'il a pu être en possession d'une des plus grandes collections d'Europe. Ce tableau se trouvait originellement dans une salle du palais de l'Escurial. Aujourd'hui, il appartient au musée du Prado de Madrid avec le numéro de recensement P07101.

## Description
L’œuvre est un portrait en pied du jeune Charles II d'Espagne avec les cheveux longs et complètement équipé pour la guerre, portant une armure, des bottes de cavalier et l'épée. L'armure est décorée par la croix de Bourgogne et un brillant soleil. Derrière le roi on peut voir une table soutenue par des lions de bronze, sur laquelle on trouve un casque et un gant. En arrière-plan, derrière une balustrade, on devine deux navires de guerre tirant au canon.

## Histoire
Charles II a été le dernier Habsbourg à régner en Espagne,  né avec plusieurs handicaps physiques et mentaux. Il a donc été sous contrôle d'autres personnes pendant toute sa vie. L'artiste a eu un travail difficile pour présenter au roi un portrait idéalisé comme étant réaliste. En accord avec la datation de l'image, le roi doit avoir 20 ans. C'est dans cette œuvre qu'il est représenté pour la première fois en habit militaire. Les références belliqueuses du fond du portrait font référence aux guerres avec le roi de France Louis XIV. Les symboles dessinés sur l'armure sont les mêmes que ceux utilisés par Philippe II à la bataille de Saint-Quentin en 1557. Les examens réalisés dans la peinture aux rayons X ont montré, que sous la couche actuelle, existe un portrait du même roi à 10 ans.